# BL 6 inch MK XXIII
Das BL 6 Inch Mk XXIII war ein britisches Hauptbatteriegeschütz, das ab den 1930er Jahren hauptsächlich auf leichten Kreuzern in den Zeiten des Zweiten Weltkriegs und des Koreakriegs Verwendung fand. Es handelt sich um eine gezogene Hinterladerkanone mit einem Kaliber von 6 Zoll (152 mm) und einer Kaliberlänge von L/50. Sie ersetzte die Geschütze vom Typ BL 8-inch MK VIII.

## Beschreibung
Die Entwicklung der Waffe stand noch unter dem Einfluss der Washingtoner Flottenkonferenz, auf welcher diverse Begrenzungen für Kriegsschiffe beschlossen wurden und sollte Schiffe unterhalb der Großkampfschiffneubauten bei einem zum Vorgänger vergleichbaren Gewicht effektiver machen. Insbesondere galt für Schiffe, die der Kategorie 'leichte Kreuzer' zugeordnet wurden, eine Kaliberobergrenze für die Hauptbewaffnung von 155 mm.
Im Ergebnis entstand eine manuell geladene Kanone des Kalibers 6 Zoll, welche bei einem Treibladungsgewicht von 14 kg ein 51 kg schweres Projektil bis zu 23,3 km weit verschießen konnte. Bei geschulter Mannschaft wurden üblicherweise 8 Schuss pro Minute erreicht und die Lebensdauer eines Rohres (effective full charges) betrug, je nach Treibladungsart, zwischen 1100 und 2200 Schuss.
Verbaut wurde die Waffe üblicherweise in Geschütztürmen mit zwei oder drei Rohren, die bis zu einem Anstellwinkel von 12,5° geladen werden konnten. Auf Grund des Höhenrichtbereichs von maximal (je nach Turmausführung) 45° oder 60° eignete es sich nur sehr begrenzt zur Flugabwehr.

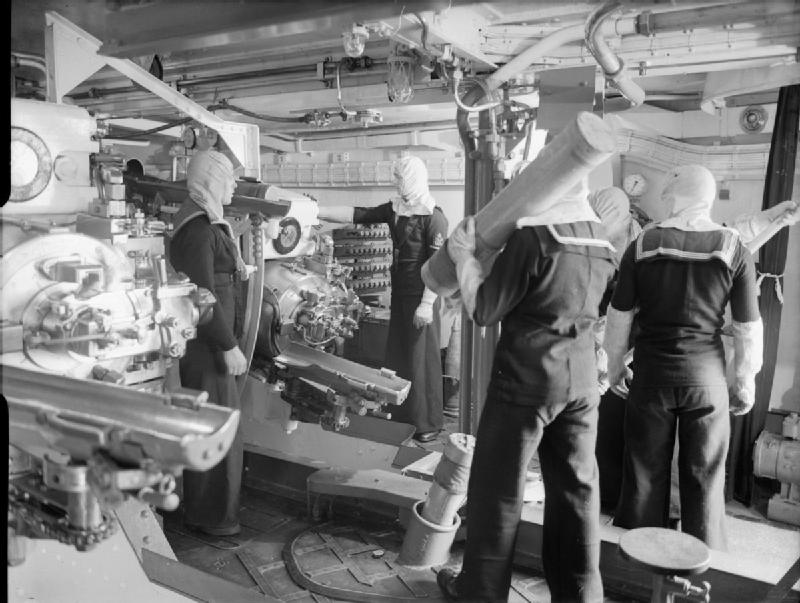
Bedienung der BL 6" in einem MK XXIII Turm an Bord der Jamaica, 1943
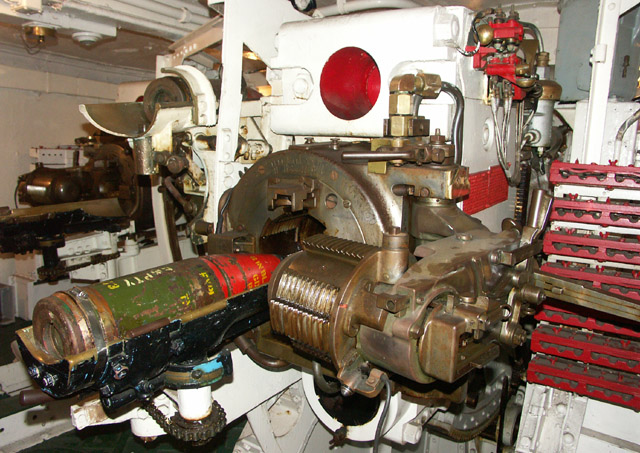
Verschluss und Granate auf der Ladebank an Bord der Belfast, 2006

## Verwendung
(unvollständig)
- Leichte Kreuzer der Leander-Klasse
- Leichte Kreuzer der Arethusa-Klasse
- Leichte Kreuzer der Crown-Colony-Klasse
- Leichte Kreuzer der Town-Klasse
- Leichte Kreuzer der Minotaur-Klasse

## Noch existierende Exemplare
- Y-Turm der Achilles, spätere Delhi (1948), ausgestellt am Eingang der Devonport Naval Base, Auckland, Neuseeland.
- Ein weiterer Turm der INS Delhi steht auf dem Gelände der Indian Military Academy in Dehradun.
- 12 Geschütze und vier Türme sind erhalten an Bord des Museumsschiffes Belfast in London, Vereinigtes Königreich.